# Jesucristo Superstar (álbum de Camilo Sesto)
Jesucristo Superstar es el sexto álbum de estudio del cantautor español Camilo Sesto. Fue realizado por él mismo, producido por José Fernández y Teddy Bautista, y lanzado al mercado por Ariola Records el 23 de diciembre de 1975. Con arreglos de Teddy Bautista (quien también interpreta a Judas), y con la participación de Ángela Carrasco como María Magdalena.
La puesta en escena fue financiada, producida y realizada en su totalidad por el propio Sesto, con un costo de más de 12 millones de pesetas. La misma fue aclamada por el compositor de la música original: Andrew Lloyd Webber, quien argumentó: "que de todas las producciones realizadas a lo largo del mundo equiparable a la original estadounidense fue la española". Una vez en marcha, las funciones se prolongaron por cuatro meses con un gran éxito de público.

## Clasificación
| País   | clasificación |
| ------ | ------------- |
| España | 2             |

## Sinopsis
La obra es una adaptación libre de los Evangelios, el argumento se centra en los últimos siete días de la vida de Jesús de Nazaret, comenzando con los preparativos de su llegada a Jerusalén y finalizando con la crucifixión. La resurrección no está incluida de manera intencionada para evitar cualquier referencia a la divinidad del protagonista.
El espectáculo se adentra en la psicología de Jesús y el resto de personajes desde el punto de vista de su discípulo Judas Iscariote, quien es retratado como una figura trágica descontenta con la dirección que ha tomado la doctrina de su maestro, y plantea un enfrentamiento político y personal entre los dos que no está reflejado en la Biblia. Durante el desarrollo de la trama se presentan numerosos anacronismos intencionados, como actitudes y sensibilidades contemporáneas, argot en las letras de las canciones o alusiones irónicas a la vida moderna.
La puesta en escena de Jesucristo Superstar fue en el Teatro Alcalá-Palace en Madrid. y se estrenó el 6 de noviembre de 1975, finalizando el 28 de marzo de 1976.

## Listado de canciones
Letra y música de: Tim Rice y Andrew Lloyd Webber. Adaptación al castellano por: Jaime Azpilicueta e Ignacio Artime.

### Disco 1
Cara 1
| #  | Canción                   | Intérprete(s)/Personaje(s)  |
| -- | ------------------------- | --------------------------- |
| 1. | "Obertura"                | Camilo Sesto                |
| 2. | "Canción de Judas"        | Teddy Bautista              |
| 3. | "Dinos lo que va a pasar" | Camilo Sesto/Coro           |
| 4. | "Realmente extraño"       | Camilo Sesto/Teddy Bautista |
| 5. | "Todo estará en paz"      | Magdalena/Jesús/Judas/Coro  |
| 6. | "Jesús morirá"            | Caifás/Anás/Sacerdotes/Coro |

Cara 2
| #  | Canción                  | Intérprete(s)/Personaje(s) |
| -- | ------------------------ | -------------------------- |
| 1. | "Hosanna"                | Caifás/Jesús/Coro          |
| 2. | "Simón Zelotes"          | Simón Zelotes/Coro         |
| 3. | "Pobre Jerusalén"        | Jesús                      |
| 4. | "Sueño de Pilatos"       | Pilatos                    |
| 5. | "El templo"              | Jesús/Mercaderes/Leprosos  |
| 6. | "Es más que amor"        | Magdalena                  |
| 7. | "Di que no me condenaré" | Judas/Caifás/Anás/Coro     |

### Disco 2
Cara 3
| #  | Canción                          | Intérprete(s)/Personaje(s)          |
| -- | -------------------------------- | ----------------------------------- |
| 1. | "La última cena"                 | Jesús/Judas/Apóstoles               |
| 2. | "Getsemaní" (Oración del huerto) | Jesús                               |
| 3. | "El arresto"                     | Jesús/Pedro/Apóstoles/Caifás        |
| 4. | "Negaciones de Pedro"            | Pedro/Magdalena/Mujer/Soldado/Viejo |
| 5. | "Palacio de Pilatos"             | Pilatos/Jesús/Soldado/Coro          |
| 6. | "Canción de Herodes"             | Herodes                             |

Cara 4
| #  | Canción                           | Intérprete(s)/Personaje(s) |
| -- | --------------------------------- | -------------------------- |
| 1. | "Todo ha sido un sueño"           | Magdalena/Pedro/Coro       |
| 2. | "Muerte de Judas"                 | Judas/Caifás/Anás/Coro     |
| 3. | "Juicio ante Pilatos"             | Pilatos/Caifás/Jesús/Coro  |
| 4. | "Superstar"                       | Judas/Ángeles/Coro         |
| 5. | "La crucifixión"                  | Jesús/Coro                 |
| 6. | "Juan diecinueve, cuarenta y uno" | Orquesta                   |

## Personajes
Reparto original del Teatro Alcalá-Palace de Madrid.
| - Camilo Sesto - Jesús - Eduardo Bautista - Judas - Ángela Carrasco - María Magdalena - Alfonso Nadal - Pilato - Carlos Chausson - Caifás - Dick Zappala - Herodes | - Jason - Anás - Antonio Garcia - Simón Zelote - Javier Ulacia - Sacerdote 1° - Danny Dixon - Sacerdote 2° - Yulio - Sacerdote 3° - Guillermo Anton - Pedro |

### Personajes extras
| - Leonor Ahn - José Barros - Vicente Carretón - René Ceballos - Amparo Climent - Charly - Emilio del Real - María Elías - Ruth Guerrero - Peggy Gray | - Paco Grimón - Susan Kinder - Elena Manchón - Nicholo Mann - José María Martínez - Miguel Montenegro - Elena Navarro - Purificación Navarro - Charo Ovelar - Leonora Pardo | - Mariano Pérez - Aurora Pérez - Darío Prat - Raquel Ramírez - Joset Rodríguez - María Gloria Salvador - Tony Sáez - José Sanz - Paul Sebatián - Marcelo Simón's |

## Personal[4]
| - Teddy Bautista - Arreglos y dirección musical. - José Fernández - Ingeniería de sonido - J. Fernández, E. Bautista - Producción - I. Artime - Producción ejecutiva - Colaboración especial de Canarios. - Alan Richard - Batería, percusión. - Mathias Sanveillán - Piano, órgano. - Christian Mellies - Bajo - Antonio de Diego - Guitarras - Teddy Bautista - Sintetizador, mellotron, piano, armónica. - Pedro Herrero - Diseño de carpeta (cover). - Javier Letamendia - Fotografía | - Teddy Bautista - Arreglos y dirección musical. - Moncho Aguirre - Decorados y figurines. - Gelu Barbu - Coreografía - Fontanals - Iluminación - Alfredo Carrión - Dirección de orquesta y de coros. - Jaime Azpilicueta - Dirección - Camilo Sesto - Producción |